# ديزة فيرديكية
ديزة فيرديكية (الاسم العلمي:Disa verdickii) هي نوع من النباتات تتبع جنس الديزة من الفصيلة السحلبية.